# Улица Газа (Санкт-Петербург)
Улица Газа — упразднённая улица, проходившая от проспекта Стачек по современной территории Кировского завода в Кировском районе Санкт-Петербурга.

## История
Названа в честь Ивана Ивановича Газы.
Советский политический деятель. Член РСДРП(б) с апреля 1917 года. Член Петросовета в 1917 году. В 1919 году комиссар бронепоезда № 6, находившегося на обороне Петрограда. Награждён орденом Красного Знамени. С 1931 года секретарь Ленинградского горкома ВКП(б). Похоронен И. И. Газа на Марсовом поле Ленинграда.
История переименований:
- Шёлков переулок (1896—1933)
- переулок им. Газа (1933—1936)
- улица Газа (с 1939)[1]

Упразднена 31 января 2000 года.

## Что находится
- магазин «Kodak»
- Кировский завод

## Пересечения
- проспект Стачек